# Douets Milletière
Le quartier Douets Milletière doit son appellation au Comité du même nom. C'est un quartier de la ville de Tours dans le département d'Indre-et-Loire. Il compte 3 330 habitants en 2020.

## Description
Il s'agit en fait de deux quartiers distincts, les Douets et la Milletière, lesquels s'étendent sur la partie la plus au nord de la ville de Tours, prise entre le quartier de l'Europe au sud et celui de Sainte-Radegonde à l'est.
C'est l'avenue Gustave Eiffel qui sépare le quartier des Douets (à l'ouest) du quartier de la Milletière (à l'est), intégrant depuis 2018, le premier au Conseil de quartier de Saint-Symphorien, et le second au Conseil de quartier de Sainte-Radegonde,,.
Quartier en grande partie pavillonnaire, « les Douets » abrite notamment le parc de la Cousinerie, une surface de 20 ha dédiée à la promenade et aux jeux, et le CFA des Douets devenu Cité de la Formation en janvier 2020.
La rue Pierre et Marie Curie divise le territoire du quartier de la Milletière avec, au sud de cette rue, une intense activité commerciale (centre commercial de la Petite Arche notamment), et au nord, une zone pavillonnaire et des petits immeubles plus récents, comme par exemple « les Jardins perchés ».